# Авер'янов Вадим Борисович
Вади́м Бори́сович Авер'я́нов — Заслужений юрист України, доктор юридичних наук, професор, академік Академії правових наук України, член Національної ради з розвитку державного управління і місцевого самоврядування.

## Біографічні дані

### Дата і місце народження
Народився 7 травня 1951 р. у м. Києві в родині Бориса Васильовича — військовослужбовця та Світлани Борисівни — лікаря. Помер 17 вересня 2010 р. у м. Києві. Похований на Берковецькому кладовищі.

### Основні етапи науково-педагогічної діяльності
Все своє трудове життя Вадим Борисович присвятив Інституту держави і права імені В. М. Корецького. Після закінчення Київського державного університету імені Тараса Шевченка, з 1973 р. займався науковою роботою в цій установі.
Починав рядовим науковцем. А в березні 1986 р. В. Б. Авер'янова призначили завідувачем сектора організаційно-правових проблем науково-технічного прогресу. З серпня 1991 р.  до вересня 2010 р.— завідував відділом проблем державного управління та адміністративного права.
Кандидатська дисертація Вадима Борисовича, яку він захистив у 1978 р., була присвячена функціям та організаційній структурі органу державного управління: зв'язок і взаємодія. А докторська (1987) — проблемам співвідношення змісту діяльності та організаційних структур апарату радянського державного управління. У 1988 р. Вадиму Борисовичу було присвоєно науковий ступінь доктора юридичних наук, у 1991 р. — вчене звання професора. У 2000 р. Вадима Борисовича обрано член-кореспондентом Академії правових наук України.
В. Б. Авер'янов був добре знаним в Україні та за її межами фахівцем у галузях адміністративного права і державного управління, правового забезпечення адміністративної реформи. Найважливішими його роботами є індивідуальні монографії: Функції та організаторська структура органу державного управління (1979), Організація апарату державного управління (1985), Апарат державного управління: зміст діяльності та організаційної структури (1990).
Підготував у співавторстві праці Державне управління: теорія і практика (1998), Державна служба: організаційно-правові основи і шляхи розвитку (1999), Державне управління в Україні. Навчальний посібник (1999), Виконавча влада і адміністративне право (2002), Державне управління: проблеми адміністративно-правової теорії та практики (2003).
Усього Вадим Борисович опублікував понад 300 наукових праць, зокрема понад 20 монографій, чотири науково-практичні коментарі і навчальні посібники. За видання наукових праць мав низку нагород. Він також був лауреатом іменної премії Національної академії наук України.
В. Б. Авер'янов, крім теоретичної роботи, брав активну участь у законотворчому процесі України. Він входив до робочої групи з розробки проекту Конституції України (1996), був заступником керівника Робочої групи з розробки Концепції реформи адміністративного права України та підготовки проекту Адміністративного кодексу України.
Вадим Борисович брав участь у підготовці важливих для законотворення проектів, зокрема, Про державну службу, Про Кабінет Міністрів України, Про міністерства та інші центральні органи виконавчої влади, Кодексу основних правил поведінки державного службовця, Адміністративно-процедурного кодексу. Він був одним із розробників Концепції адміністративної реформи в Україні.
Вадим Борисович підготував близько 20 кандидатів і докторів юридичних наук. Входив до складу редколегій кількох юридичних журналів, фундаментальних видань Юридична енциклопедія, Антологія української юридичної думки.
Він гідно представляв українську юридичну науку на міжнародних конференціях, семінарах, робочих зустрічах з експертами Ради Європи.
В. Б. Авер'янов плідно займався науково-громадською роботою. Входив до складу Державної комісії з проведення в Україні адміністративної реформи, Координаційної ради з питань державної служби при Президентові України. Був членом Національної комісії зі зміцнення демократії та утвердження верховенства права, правління Фонду сприяння місцевому самоврядуванню України, науково-консультативної ради Вищого адміністративного суду України.

## Державні нагороди
В. Б. Авер'янов був удостоєний Почесного звання Заслужений юрист України (1993), нагороджений орденом За заслуги ІІІ (1996) та ІІ (2006) ступенів, Почесною грамотою та Подякою Кабінету Міністрів України (1999, 2000), Почесною грамотою Верховної Ради України (2004).